# St. Johannes Evangelist (Berlin-Steglitz)

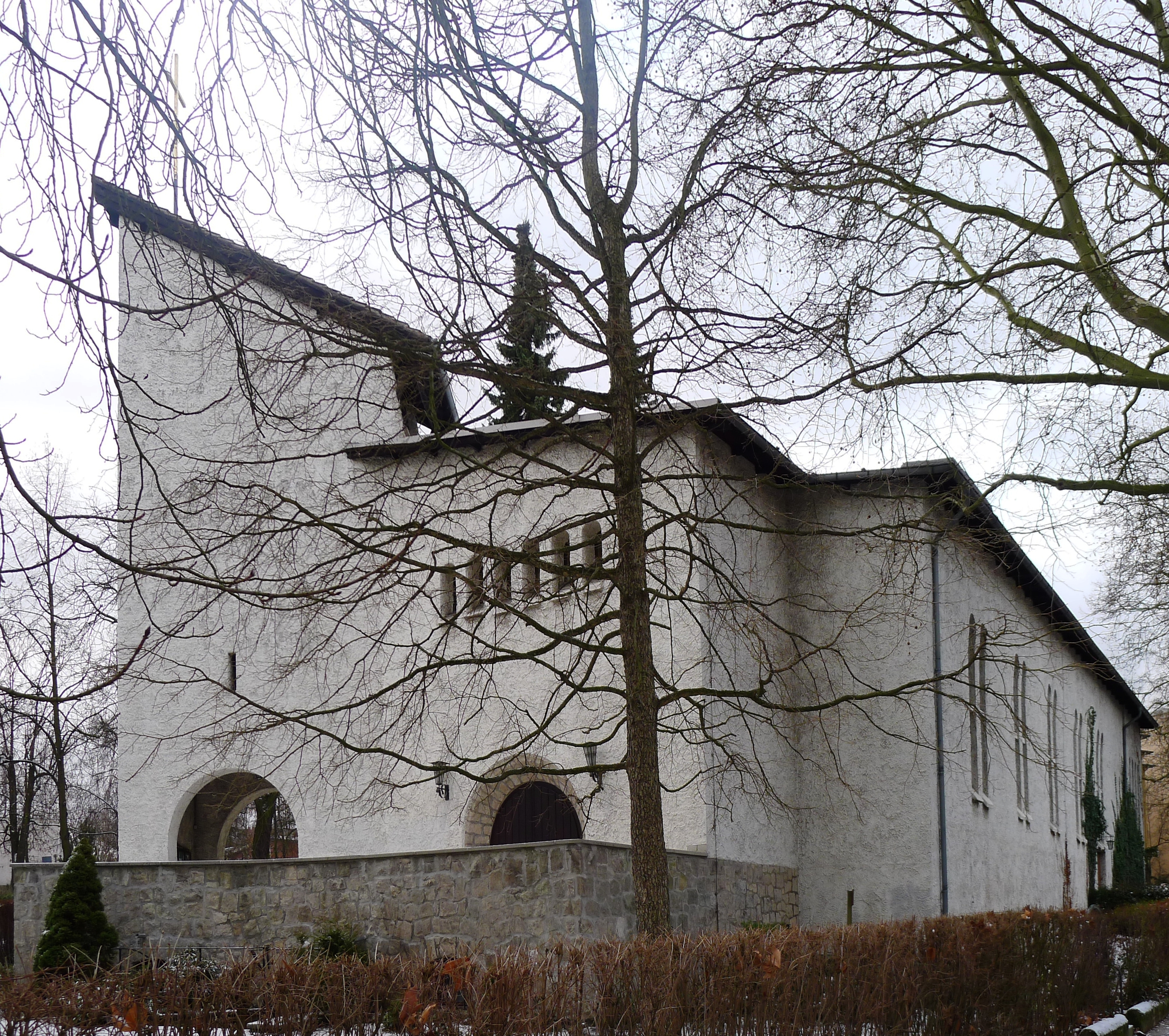
St.-Johannes-Evangelist-Kirche

Die römisch-katholische St.-Johannes-Evangelist-Kirche in der Sembritzkistraße 17–19 in Südende, einer ehemaligen Villenkolonie im heutigen Berliner Ortsteil Steglitz des Bezirks Steglitz-Zehlendorf, steht unter Denkmalschutz. Das Kirchengebäude wurde 1951 nach Plänen des Architekten Felix Hinssen in der Art von Dorfkirchen der 1930er Jahre im Architekturstil der beginnenden Moderne, der sogenannten Heimatschutzarchitektur, errichtet.

## Geschichte
Die Gemeinde, die Johannes den Evangelisten als Namenspatron wählte, ging aus der Kapellengemeinde des St. Annastiftes hervor, dessen Hausgeistlicher im Auftrag des Steglitzer Pfarrers der Rosenkranzgemeinde als Seelsorger für die Katholiken in Südende fungierte. Bald reichte die Kapelle für die wachsende Gemeinde nicht mehr aus, sodass Südende einen eigenen Seelsorger erhielt, um eine neue Gemeinde aufzubauen und nach einem größeren Gebäude für die Feier der Messe zu suchen. Im August 1928 wurde das Mund’sche Restaurant an der heutigen Sembritzkistraße /Ecke Hanstedter Weg gekauft, dessen Tanzsaal von Carl Kühn zu einem längsrechteckigen Gottesdienstraum umgebaut und am 1. April 1929 geweiht wurde. Später entstand noch ein kleiner Glockenturm. Am 1. Oktober 1929 wurde die Südender Kuratie gegründet und am 27. März 1941 mit 3.000 Gemeindemitgliedern zur Pfarrei erhoben.
Die Kirche wurde 1943 zerstört. 1950 wurde mit dem Neubau auf dem alten Fundament begonnen. Am 29. Juni 1951 wurde die neue Kirche geweiht. Die Pfarrei St. Johannes Evangelist wurde am 1. Mai 2004 aufgehoben und mit den Lankwitzer Gemeinden Von der Auferstehung Christi und St. Benedikt unter der Bezeichnung St. Benedikt fusioniert. Die St.-Johannes-Evangelist-Kirche bleibt jedoch weiterhin als Gottesdienststätte erhalten.

## Baubeschreibung
Die Saalkirche ist ein weiß verputzter Mauerwerksbau mit unsymmetrischem Satteldach. Der Dachfirst befindet sich nicht in der Mitte des Baukörpers, die Traufhöhen sind aber gleich. Nach Süden ist die Dachfläche stark geneigt und kurz, nach Norden schwach abfallend und lang. Die Seitenwände sind durch je fünf schlanke Paare von Rundbogenfenstern gegliedert. Der um mehrere Stufen erhöhte Chor schließt gerade. Er wird seitlich durch raumhohe Wandscheiben vom Kirchraum getrennt, sie erinnern an Stützen eines Triumphbogens. In der nördlichen Nische des Chors steht das Taufbecken, die Außenwand hat vier schmale hohe Rundbogenfenster. Eine Tür führt von der gegenüberliegende Nische, in der sich die Sedilien befinden, in die Sakristei. Der Anbau für die Sakristei ist vom Schleppdach des stark abfallenden Teils des Satteldachs bedeckt. Dem Chor gegenüber ist ein eingezogener Querriegel unter dem schwach geneigten Teil des Satteldaches vorgelagert, der den Vorraum zur Kirche beherbergt.  Über dem rundbogigen Portal, das in den Vorraum der Kirche führt, befindet sich eine Reihe kleiner Rundbogenfenster. An der südöstlichen Ecke, unter einem Winkel von 45 Grad zwischen Kirchenschiff und Querriegel, springt auf rechteckigem Grundriss der mit einem Pultdach bedeckte Turm hervor, dessen Turmhalle mit zwei gegenüber liegenden rundbogigen offenen Portalen als Torbau konzipiert ist. Eine Tür führt von der Turmhalle in den Vorraum der Kirche.
Im Glockenturm hängen drei Eisenhartgussglocken, die 1952 von Franz Weeren gegossen wurden.
| Gewicht (kg) | Durchmesser (cm) | Höhe (cm) |
| ------------ | ---------------- | --------- |
| 437          | 100              | 78        |
| 262          | 084              | 63        |
| 129          | 066              | 53        |

Die Seitengänge des Langhauses werden in der Breite der Wandscheiben vor dem Chor durch eine Reihe von schmalen Holzstützen abgeteilt. Die hölzerne Flachdecke ist über den  Seitengängen etwas herunter gezogen. Dies ist eine Reminiszenz an ein dreischiffiges Kirchenschiff einer Basilika.
Im Jahr 1970 wurde eine mechanische Orgel der Gebr. Späth Orgelbau auf der Empore über dem Vorraum aufgestellt. Der Altarraum wird zusätzlich durch ein Oberlicht erhellt. An der rot getünchten Wand hinter dem Altar befindet sich seit 1996 eine Kreuzigungsgruppe, links die Statue der Maria und rechts die des Johannes, in der Mitte ein von hinten beleuchtetes Kruzifix, darunter der Tabernakel. An den seitlichen Wandscheiben vor dem Chor schuf Ludwig Peter Kowalski 1953 zwei Mosaiken, sie stellen Maria und Josef dar. Die Terracottastatue des Kirchenpatrons, 1929 von Josef Dorls geschaffen, befindet sich an der Außenwand der Sakristei.